# Boża Wólka
Boża Wólka [ˈbɔʐa ˈvulka] (deutsch Bosembwolka, 1938–1945 Dreißighuben) ist ein Dorf in der polnischen Woiwodschaft Ermland-Masuren und gehört zur Gmina Mrągowo (Landgemeinde Sensburg) im Powiat Mrągowski (Kreis Sensburg).

## Geographische Lage
Boża Wólka am Nordufer des Bosember See (1938–1945 Bussener See, polnisch Jezioro Boskie) liegt inmitten der Woiwodschaft Ermland-Masuren, elf Kilometer nördlich der Kreisstadt Mrągowo (deutsch Sensburg).

## Geschichte
Das früher Dreyßighuben und nach 1871 Bosembwolka genannte Dorf bestand ursprünglich aus mehreren großen und kleinen Höfen. 1785 wurde es als adliges Vorwerk mit zehn Feuerstellen genannt. Als solches gehörte es bis 1945 zum Gutsbezirk bzw. zur Landgemeinde Bosemb (1938–1945 Bussen, polnisch Boże) im Kreis Sensburg im Regierungsbezirk Gumbinnen (ab 1905 Regierungsbezirk Allenstein) in der preußischen Provinz Ostpreußen. Im Jahr 1905 zählte Bosembwolka 100 Einwohner. Das Dorf wurde am 3. Juni (amtlich bestätigt am 16. Juli) 1938 aus politisch-ideologischen Gründen der Abwehr fremdländisch erscheinender Ortsnamen in Dreißighuben umbenannt.
In Kriegsfolge kam Dreißighuben 1945 mit dem gesamten südlichen Ostpreußen zu Polen und erhielt die polnische Namensform Boża Wólka. Heute ist es Sitz eines Schulzenamtes (polnisch Sołectwo) und als solches eine Ortschaft im Verbund der Gmina Mrągowo (Landgemeinde Sensburg) im Powiat Mrągowski (Kreis Sensburg), bis 1998 der Woiwodschaft Olsztyn (Allenstein), seither der Woiwodschaft Ermland-Masuren zugehörig. 2011 zählte Boża Wólka 75 Einwohner.

## Kirche
Bis 1945 war Bosembwolka bzw. Dreißighuben in die evangelische Kirche Seehesten in der Kirchenprovinz Ostpreußen der Evangelischen Kirche der Altpreußischen Union eingepfarrt. Katholischerseits gehörte der Ort bis 1937 zur Pfarrei Sensburg, danach bis 1945 zur Pfarrei Wilkendorf (polnisch Wilkowo) im damaligen Bistum Ermland.
Auch heute besteht der Bezug der katholischen Einwohner Boża Wólkas zur Pfarrkirche Wilkowo, die heute zum Erzbistum Ermland gehört. Die evangelischen Einwohner halten sich zur Pfarrkirche Mrągowo in der Diözese Masuren der Evangelisch-Augsburgischen Kirche in Polen.

## Verkehr
Boża Wólka liegt an einer Nebenstraße, die von Boże (Bosemb, 1938–1945 Bussen) entlang des Jezioro Boskie bis nach Witomin (Friedrichsberg) führt.
Von 1898 bis 1966 war Boża Wólka – bis 1945 unter dem Namen Bosemb Ziegelei – Bahnstation an der Bahnstrecke Sensburg–Rastenburg (polnisch: Mrągowo–Kętrzyn), die bis 1945 von den Rastenburger Kleinbahnen befahren wurde, heute jedoch stillgelegt und teilweise demontiert ist.